# Lančano pismo
Lančano pismo je pismo ili elektronička pošta, u kojem se zahtijeva da se pismo kopira ili, u slučaju elektroničke pošte, pošalje većem broju osoba. Često se prijeti posljedicama, ako se ne pošalje drugim osobama. Onima koji, međutim, takva pisma šalju dalje, često se obećava velika nagrada. Osobito lakovjerni ljudi vjeruju u to i šalju ih dalje, bez razmišljanja o posljedicama. Ponekad se također vrši nad primateljima suptilni moralni pritisak da pošalju poruku drugima. 
Lančana pisma upotrebljavaju se za: 
- širenje poruke, kao što su pozivi za donacije, lažna upozorenja o virusima, prijetnje ili politički tekstovi
- prikupljanje e-mail adresa (prodaja adresa ili korištenje za Spam
- pokušaje prijevare (Make Money Fast ili Piramide sreće)
- ometanje komunikacijskih službi kao što je e-mail
- prikriveno oglašavanje

Prije popularnosti interneta lančana pisma su se uglavnom slala klasičnom poštom. U doba Interneta lančana pisma se većinom šalju putem elektroničke pošte. 
Općenito je bilo koji medij za distribuciju pisama pogodan ako postoji pošiljatelj, a primatelj i mogućnost slanja poruka nekolicini drugh osoba. 
Lančana pisma upotrebljavaju za širenje akcije Piramidalnih sustava. Mnogi, uglavnom mladi korisnici, nadaju se obećanim uspjesima slanjem lančanih pisama. Međutim, nema dokaza da se, nakon neslanja ili slanja lančanog pisma, postiže manje ili više uspjeha. 
Lančana pisma mogu neizravno pridonositi zlostavljanju osoba. 
Kroz eksponencijalni rast diže se broj elektroničkih poruka (e-mail poruka) i opterećuje komunikacijski sustav. 
Ako, primjerice, jedan korisnik šalje lančano pismo deset osoba, a da ga oni pošalju još deset drugih, nakon petog primatelja teoretski nastaje obujam od 100.000 poruka.